# Type 64 (pistolet silencieux)
Le Type 64 est un pistolet semi-automatique à silencieux intégral fabriqué en Chine et utilisé pour les assassinats ciblés.

## Description
Le Type 64 a une forme très caractéristique du fait du silencieux intégral qui entoure et prolonge le canon de 124 mm de long. Il contient une chambre d’expansion et une série de disques en caoutchouc ralentissant l’expansion des gaz et limitant leur sortie hors de l’arme. Il rend toutefois l’arme plus légèrement plus lourde qu’un pistolet semi-automatique plus classique, avec 1 270 g à vide. Afin d’éviter le bruit causé par le passage du mur du son par la balle, le Type 64 utilise des cartouches particulières de 7,65 × 17 mm dont la charge est réduite et l’étui sans bourrelet. Les cartouches ordinaires 7,65 × 17 mm Browning ne sont pas compatibles. Les chargeurs comptent huit cartouches.
Le mécanisme permet de tirer en mode semi-automatique, mais aussi au coup par coup : la culasse reste dans ce cas fermée lors du tir et le rechargement s’effectue par une action manuelle sur la culasse. Lorsqu’elle est utilisée de la sorte, l’arme ne produit pas de bruit mécanique, ce qui permet, associé aux cartouches spéciales et au silencieux intégré, permet de rendre l’arme très silencieuse.